# Revue wagnérienne
La Revue wagnérienne est une revue française, parue entre 1885 et 1888, consacrée à l'œuvre de Richard Wagner. 

## Histoire
Fondée en 1885 à Paris, la Revue wagnérienne est consacrée à l'étude critique et à l'histoire quotidienne de l'œuvre de Richard Wagner. Mensuelle, elle paraît pendant trois ans, de février 1885 (deux ans après la mort du compositeur) à juillet 1888.
Une des particularités de la Revue wagnérienne est sa double orientation musicale et littéraire. Cette orientation permet notamment à des auteurs français d'avant-garde, tels que Mallarmé, Villiers de l'Isle-Adam, Huysmans et Verlaine, de s'exprimer sur les relations entre ces deux disciplines, tout en popularisant l'œuvre de Wagner. 

## Protagonistes

### Fondateur-Directeur
Édouard Dujardin

### Mécènes et parrains
Pierre de Balaschoff, Agénor Boissier, Alfred Bovet, Houston Stewart Chamberlain, le comte de Dysart, le baron Emmanuel de Graffenrield, Marius Fontane, madame Hellmann, madame Pelouze, le comte Henri de Valgorge, et l'Association wagnérienne universelle.

### Rédacteurs
- Charles Bonnier
- Pierre Bonnier
- Jules de Brayer
- Houston Stewart Chamberlain
- Édouard Dujardin
- Rogelio de Egusquiza
- Alfred Ernst
- Edmond Evenepoel[4]
- Louis de Fourcaud
- Robert Godet
- Alfred de Gramont
- Émile Hennequin
- Joris-Karl Huysmans
- Charles Malherbe
- Stéphane Mallarmé
- Catulle Mendès
- Stuart Merrill
- Charles Morice
- Gabriel Mourey
- Georges Noufflard
- Amédée Pigeon
- Pierre Quillard
- Jean Richepin
- Édouard Rod
- Édouard Schuré
- J. Van Santen Kolff
- Albert Soubies
- Algernon Swinburne
- Paul Verlaine
- Charles Vignier
- Villiers de l'Isle Adam
- Johannès Weber
- Victor Wilder
- Hans de Wolzogen
- Teodor de Wyzewa

Textes repris
- Charles Baudelaire, « Interprétation par Baudelaire », extrait de Richard Wagner et Tannhaeuser à Paris, 1861
- Franz Liszt, « Paraphrase », extrait de Lohengrin et Tannhaeuser de Richard Wagner, 1851
- Gérard de Nerval, Souvenirs sur Lohengrin, 1849
- Richard Wagner, Beethoven ; Le prélude de Lohengrin, commentaire-programme ; L'Évocation d'Erda ; Fragments inédits (I : Programme au prélude de Tristan ; II : Programme au prélude du troisième acte des Maîtres [chanteurs] - III : Programme au prélude de Parsifal - IV : Esquisse au drame bouddhique : les Vainqueurs).

### Illustrateurs
Jacques-Émile Blanche,
Henri Fantin-Latour,
Odilon Redon.